# Grant Connell
Grant Connell (Regina, Canadá, 17 de noviembre de 1965) es un exjugador de tenis canadiense que alcanzó a ser N.º 1 del mundo en dobles.

## Finales de Grand Slam

### Finalista Dobles (4)
| Año  | Torneo               | Pareja            | Oponentes en la final          | Resultado       |
| 1990 | Abierto de Australia | Glenn Michibata   | Pieter Aldrich Danie Visser    | 4-6 6-4 4-6 1-6 |
| 1993 | Wimbledon            | Patrick Galbraith | Todd Woodbridge Mark Woodforde | 6-7 3-6 6-7     |
| 1994 | Wimbledon            | Patrick Galbraith | Todd Woodbridge Mark Woodforde | 6-7 3-6 1-6     |
| 1996 | Wimbledon            | Byron Black       | Todd Woodbridge Mark Woodforde | 6-4 1-6 3-6 2-6 |